# Screamin' Swing

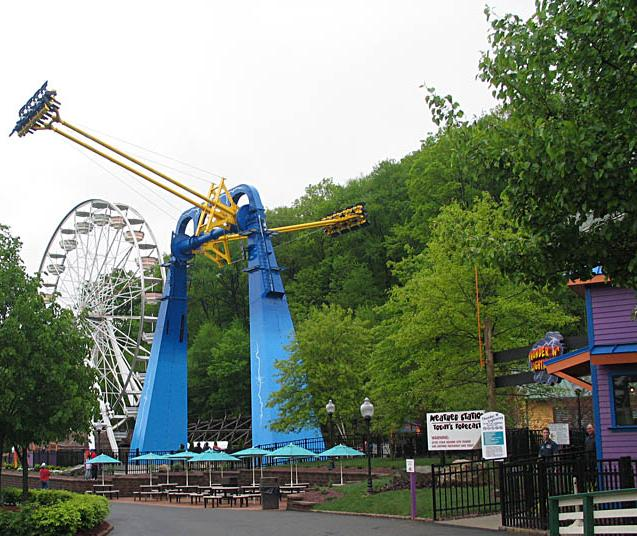
L'attraction "Thunder n' Lightning" à Lake Compounce.

Screamin' Swing est une attraction pendulaire, principalement utilisée dans les fêtes foraines et parfois les parcs d'attractions. Conçue par le constructeur S&S Worldwide dans les années 1990, ce type d'attraction est présenté pour la première fois en 2004 à Knott's Berry Farm de Buena Park en Californie.

## Concept et opération
Le Screamin' Swing consiste en un support en A haut de 21 m supportant deux bras. Chacun des bras emporte une nacelle de deux rangées placées dos à dos, comparables à celles du Freak Out. Deux versions de l'attraction existent et différent par la capacité des nacelles : 8 ou 20 sièges, soit deux rangées de 4 ou de 10 personnes. Les deux bras fonctionnenet simultanément mais en directions opposées.
Actuellement le plus grand Screamin' Swing du monde est le Skyhawk de Cedar  Point. Les nacelles atteignent une hauteur de 38 m et décrivent un arc de 220°, avec une vitesse maximale de 95 km/h.
Il ne faut pas confondre le Screamin' Swing avec le Kamikaze. Les deux attractions possèdent deux bras mais le Kamikaze n'a qu'une unique tour comme support au lieu d'une arche en A.

## Attractions de ce type
- Royaume-Uni : 
  - Rush à Thorpe Park (2005)
- Russie : 
  - Forsage à Divo Ostrov (2005)
- États-Unis : 
  - Screamin' Swing à Knott's Berry Farm (le prototype de 2004 aujourd'hui fermé)
  - Screamin' Swing à Dorney Park & Wildwater Kingdom (2005, aujourd'hui fermé)
  - X-treme Swing à Valleyfair! (2006)
  - Swing Shot à Kennywood (2006)
  - Skyhawk à Cedar Point (2006)
  - Thunder N' Lightning à Lake Compounce (2006)
  - Giant Barn Swing à Silver Dollar City (2007)
  - Apollo's Swing à Mt. Olympus Water & Theme Park (2007)
  - Barnstormer à Dollywood (2011)
  - Finnegan's Flyer à Busch Gardens Williamsburg (2019)
  - Tidal Surge à SeaWorld San Antonio (2022)
  - Serengeti Flyer à Busch Gardens Tampa (2023)
- Suède : 
  - Uppswinget à Liseberg, ouvert le 28 avril 2007
- Japon :
  - Oozora Tengoku à Lake Sagami Pleasure Forest (2014)